# Валентін Баєр
Валентін Баєр (нім. Valentin Bayer, 8 грудня 1999) — австрійський плавець. Учасник Чемпіонату світу з водних видів спорту 2022, де в естафеті 4x100 метрів комплексом його збірна посіла 7-ме місце.